# Santuário do Báb
O Santuário do Báb é um monumento localizado em Haifa, Israel, onde está enterrado o Báb, precursor da Fé Bahá'í; é considerado o segundo lugar mais sagrado na Terra para os Bahá'ís. A localização precisa no Monte Carmelo foi designado por Bahá'u'lláh e seu filho mais velho, 'Abdu'l-Bahá em 1891. Abdu'l-Bahá planejou a estrutura, na qual foi desenhada e terminada vários anos depois por seu neto,